# Trichoncus lanatus
Trichoncus lanatus là một loài nhện trong họ Linyphiidae.
Loài này thuộc chi Trichoncus. Trichoncus lanatus được Andrei V. Tanasevitch miêu tả năm 1987.